# Нитрат уранила
Урани́л азотноки́слый — неорганическое соединение, азотнокислая окись урана. Имеет формулу UO2(NO3)2 (безводный); UO2(NO3)2·6H2O (кристаллогидрат).
Роль металла в этой соли исполняет катион уранила [UO2]2+.

## Физические свойства
Кристаллы жёлтого цвета с зеленоватым отблеском, легко растворимые в воде. Водный раствор имеет кислую реакцию. Также растворим в этаноле, ацетоне и эфире, нерастворим в бензоле, толуоле и хлороформе. Молекулярный вес безводной формы 394,04; кристаллогидрата 502,13.

## Химические свойства
При нагревании кристаллы плавятся и выделяют азотную кислоту и воду. Кристаллогидрат легко выветривается на воздухе.
Характерная реакция — при действии аммиака образуется жёлтый осадок урановокислого аммония:
{\displaystyle {\mathsf {2UO_{2}(NO_{3})_{2}+6NH_{3}*H_{2}O\xrightarrow {} (NH_{4})_{2}U_{2}O_{7}\downarrow +4NH_{4}NO_{3}+3H_{2}O}}}
Обладает свойством дубить желатин. Ядовит.

## Получение
Получают растворением трехокиси урана в азотной кислоте:
{\displaystyle {\mathsf {UO_{3}+2HNO_{3}\ {\xrightarrow {}}\ UO_{2}(NO_{3})_{2}+H_{2}O}}}

## Применение
В фотографии на основе солей серебра применяется как усилитель негативов и для тонирования готовых отпечатков (рецепт на основе азотнокислого уранила окрашивает фотоснимок в красно-коричневые тона). При этом часть серебра в изображении заменяется на железосинеродистый уранил (UO2)2[Fe(CN)6].
Реакции протекают по уравнениям:
{\displaystyle {\mathsf {4Ag+4K_{3}[Fe(CN)_{6}]\xrightarrow {} 3K_{4}[Fe(CN)_{6}]+Ag_{4}[Fe(CN)_{6}]}}}
{\displaystyle {\mathsf {Ag_{4}[Fe(CN)_{6}]+2UO_{2}(NO_{3})_{2}\xrightarrow {} 4AgNO_{3}+(UO_{2})_{2}[Fe(CN)_{6}]}}}
Азотнокислый уранил входит в состав промышленно выпускаемых усилителей, применяемых в фотопечати, в частности, ОРВО 604.